# Sunniva
Sunniva (fl. X secolo) è una leggendaria principessa irlandese venerata come santa durante il Medioevo in Norvegia.
Il suo culto è stato sviluppato nella regione di Vestlandet, e ha giocato un ruolo importante nella cristianizzazione del paese. È la santa patrona della città di Bergen, in Vestlandet (Norvegia) e protettrice dei giovani. È raffigurata come una giovane con una corona di fiori e rocce in mano. La sua festa è l'8 luglio.

## La leggenda
Sunniva era la figlia di un re irlandese, noto per la sua generosità e la sua ricchezza. Quando un uomo pagano di morale basso gli chiese la mano della figlia, piuttosto che presentare Sunniva decise di lasciare il paese con la sua gente a bordo di tre navi senza vele, senza una precisa destinazione. Una parte dell'equipaggio andò verso l'isola Kinn, mentre la maggior parte, insieme a Sunniva, sbarcò sull'isola Selja, alla foce del fiordo Nordfjord, nell'attuale provincia di Sogn og Fjordane, e si stabilì in una grotta. La popolazione locale però, diffidente verso quel popolo estraneo, li accusò di aver rubato loro le pecore, e quindi decise di ucciderli, ma a causa di un violento temporale non riuscirono nel loro intento. Il conte Håkon Sigurdsson, sovrano della Norvegia, inviò uno schieramento di soldati per uccidere Sunniva e la sua gente, ma Dio coprì l'ingresso della grotta con grandi rocce, salvando Sunniva e il suo popolo da un atroce destino. Quando il re Olaf Tryggvason visitò l'isola di Selja, trovò nella grotta i resti che si presume fossero di Sunniva e ordinò la costruzione di un tempio in cui i resti di Sunniva sarebbero stati messi in una bara.

### Influenza di leggende celtiche
Il filologo Jan Erik Rekdal dell'Università di Oslo ha definito la leggenda di santa Sunniva come un segno dell'influenza celtica nella cultura nordica del Medioevo. Rekdal sostiene che le popolazioni nordiche ivi stabilite abbiano ricevuto l'influenza di racconti agiografici irlandesi e suggerisce che la storia di Sunniva, nata in Norvegia durante il regno di Olaf Tryggvason (che tra l'altro ha anche vissuto in Irlanda), provenga da una leggenda cattolica irlandese. 
Diverse leggende cristiane irlandesi presentano similitudini con quelle di santa Sunniva, parlando la maggior parte di donne coraggiose che sono perseguitati dai nemici pagani. Tuttavia, vi è anche una somiglianza con il mito di san Donnan, di cui le più antiche fonti note risalgono al IX secolo, bruciato vivo con il fratello da uomini pagani.

## Culto
Sunniva è stata nominata patrona della Vestlandet e l'isola di Selja è stata elevata al rango di sede episcopale.  Nel 1170 la sede fu spostata nella città di Bergen. Le reliquie di Sunniva sarebbero state spostate nella vecchia cattedrale di Bergen, dove sono state collocate sull'altare maggiore il 31 agosto del 1170 dal vescovo Pål.
La sua festa è l'8 luglio, chiamata in norvegese "Seljumannamesse". Vi è poi un'altra celebrazione ossia la festa del trasferimento delle reliquie di santa Sunniva, celebrata il 31 agosto.